# Stara Musiivka, Horol
Stara Musiivka (în ucraineană Стара Мусіївка) este un sat în comuna Musiivka din raionul Horol, regiunea Poltava, Ucraina.

## Demografie
Componența lingvistică a localității Stara Musiivka
     Ucraineană (100%)
Conform recensământului din 2001, toată populația localității Stara Musiivka era vorbitoare de ucraineană (100%).